# Alwin Saenger

Alwin Saenger

Alwin Saenger (* 12. Juli 1881 in Eutin; † 18. Februar 1929 in München) war ein deutscher Jurist und Politiker (SPD).

## Leben und Wirken
Saenger studierte Rechtswissenschaften in Kiel und München. Seit 1910 praktizierte er als Rechtsanwalt in München. Daneben gehörte Saenger bereits in jungen Jahren der Sozialdemokratischen Partei Deutschlands (SPD) an. Als Autor für Zeitungen der SPD-nahen Presse – so der Glocke oder der Schwäbischen Tagwacht – wandte Saenger sich insbesondere immer wieder gegen den Militarismus des kaiserlichen Deutschlands. Als Journalist war er zudem 1909 in München an der Begründung des Vorwärts der Zeitung des Arbeiterbildungsvereins beteiligt.
Nach dem Ersten Weltkrieg wurde Saenger im November 1918 als Kriegsteilnehmer zur militärischen Abteilung des Auswärtigen Amtes kommandiert. 1919 saß er kurzfristig in der Weimarer Nationalversammlung. Von 1919 bis 1924 gehörte er für die SPD dem Bayerischen Landtag an. Von 1919 bis 1920 amtierte er zudem kurzzeitig als Staatssekretär im Bayerischen Kultusministerium (Unterrichtswesen). Danach saß er knapp fünf Jahre Lang im Berliner Reichstag, zunächst auf Reichswahlvorschlag, dann für den Wahlkreis 24 (Oberbayern-Schwaben). Saenger verstarb im Februar 1929 an den Folgen einer Operation.

## Schriften
- Die Schuld der deutschen Regierung am Kriege. 1918.
- Kriegsverlängerer. Berlin 1918.
- Die Politik der Bayerischen Sozialdemokratie. Rede. 1919.
- Reaktion und Arbeiterklasse: Rede des Abgeordneten Alwin Saenger auf einer Versammlung der Vertrauensleute des sozialdemokratischen Vereins München am Dienstag den 4. Januar 1921. 1921.
- Georg Heinrich v[on] Vollmar auf Veltheim. 1922.
- Reichstagsabgeordneter Alwin Saenger gegen Grafen von Westarp. 1926.
- mit Leopold Samolewitz und Rudolf Wasserman: Gesetz über den Vergleich zur Abwendung des Konkurses. 1927.